# 第9回オースティン映画批評家協会賞
9th AFCA Awards

作品賞: 

 her/世界でひとつの彼女 
第9回オースティン映画批評家協会賞は2013年の映画を対象としており、2013年12月17日に発表された。

## 受賞一覧

### 作品賞トップ10
- 1位 - 『her/世界でひとつの彼女』 (スパイク・ジョーンズ監督)
  - 2位 - 『それでも夜は明ける』
  - 3位 - 『ゼロ・グラビティ』
  - 4位 - 『ウルフ・オブ・ウォールストリート』
  - 5位 - 『インサイド・ルーウィン・デイヴィス 名もなき男の歌』
  - 6位 - 『ショート・ターム』
  - 7位 - 『MUD -マッド-』
  - 8位 - 『ビフォア・ミッドナイト』
  - 9位 - 『ダラス・バイヤーズクラブ』
  - 10位 - 『キャプテン・フィリップス』

### 監督賞
アルフォンソ・キュアロン - 『ゼロ・グラビティ』

### 主演男優賞
キウェテル・イジョフォー - 『それでも夜は明ける』

### 主演女優賞
ブリー・ラーソン - 『ショート・ターム』

### 助演男優賞
ジャレッド・レト - 『ダラス・バイヤーズクラブ』

### 助演女優賞
ルピタ・ニョンゴ - 『それでも夜は明ける』

### ブレイクスルー賞
ブリー・ラーソン - 『ショート・ターム』

### 第1回作品賞
『フルートベール駅で』

### 脚本賞
スパイク・ジョーンズ - 『her/世界でひとつの彼女』

### 脚色賞
ジョン・リドリー - 『それでも夜は明ける』

### 撮影賞
エマニュエル・ルベツキ - 『ゼロ・グラビティ』

### 作曲賞
アーケイド・ファイア - 『her/世界でひとつの彼女』

### 外国語映画賞
『アデル、ブルーは熱い色』 フランス

### アニメ映画賞
『アナと雪の女王』

### ドキュメンタリー映画賞
『アクト・オブ・キリング』

### オースティン映画賞
『ビフォア・ミッドナイト』

### 特別賞
スカーレット・ヨハンソン - 『her/世界でひとつの彼女』の声の演技に対して